# Éric Allatini
Pour les articles homonymes, voir Allatini.
Éric Allatini, né le 1er juin 1886 à Salonique (Grèce) et mort en 1943 à Auschwitz (Pologne), est un homme de lettres.

## Biographie
Petit-neveu de Moïse Allatini, Éric Allatini vit à Salonique jusqu'à l'âge de 12 ans. La famille émigre alors en France et Éric est lycéen à Marseille. Il joue du violon et fréquente son cousin Darius Milhaud qui vit à Aix-en-Provence. À vingt ans, Éric écrit un opéra,  Les Saintes-Marie-de-la-Mer que Darius met en musique en 1911. 
Éric Allatini participe à la Première Guerre mondiale. Dans Savoia ! La guerre des cimes (publié en 1917), il raconte les trois premières années du conflit. Il s'engage dans l'armée italienne. Il est envoyé à Pérouse dans la brigade garibaldienne. Il devrait partir sur le front mais il est retenu pour former les nouvelles recrues. Il est nommé officier et finalement part dans les Dolomites avec la 82e brigade. Victime d'un accident, il est transporté à l'arrière.
Il écrit : « Tout dans la tranchée, par la preuve hélas ! palpable, que l'ennemi peut détruire et tuer sur le plan physique seulement, mais que l'âme et la pensée sont invulnérables, impérissables ».
En 1916, il bénéficie d'une permission et se rend à Paris où il se marie, le 27 décembre, avec Hélène Kahn, née le 8 décembre 1887 à Paris, passionnée d'art et de littérature. Ils auront quatre enfants, trois filles (Titiana, Jocelyne et Donatella) et un fils (Ariel).
Après la guerre, Hélène et Éric Allatini commandent à l'architecte Robert Mallet-Stevens une vaste habitation de quatre étages, comportant une salle de projection cinématographique. Cette maison, élevée aux 3-5 rue Mallet-Stevens, devient lieu de rencontres d'artistes et écrivains dont Anatole France et Luigi Pirandello. Éric Allatini est passionné de cinéma. Il soutient financièrement le film de Marcel L'Herbier, Le Vertige (1926) et en est l'administrateur. Il est rédacteur, pour le cinéma et la musique, de la revue Cahiers d'art. En matière musicale, il adapte et chorégraphie des reprises de ballets de Serge de Diaghilev par les Ballets de Monte Carlo en collaboration avec Michel Fokine et René Blum.
Durant la Seconde Guerre mondiale, Hélène et Éric Allatini accueillent dans leur maison et aident clandestinement des réfugiés. Ils y sont arrêtés le 13 octobre 1942 par la Gestapo française. Après quelques mois d'emprisonnement en France, ils sont transférés, dans les premiers mois de 1943, à Drancy puis à Auschwitz par le convoi no 63 le 17 décembre 1943. Leur dernière adresse est au 5 rue Mallet-Stevens dans le 16e arrondissement de Paris. Éric Allatini est envoyé dans les chambres à gaz dès son arrivée à Auschwitz.
Les enfants Donatella et Titiana doivent la vie sauve à Jeanne Talon. Ariel, 20 ans en 1941, rejoint le maquis.

## Mémoire
Au XXIe siècle, un petit cousin, Alain de Vaucresson, décrit la vie des Allatini à partir des souvenirs de Titiana.

## Publications
- Sur talons rouges, 1929, avec 12 planches couleurs de Gerda Wegener
- Contes de mon père le jars, Paris, 1919, L'Édition française illustrée
- Savoia! La guerre des cimes, 1917, L'Édition française illustrée, 162 p.